# تری هیلز
تری هیلز (به انگلیسی: Three Hills) یک منطقهٔ مسکونی در کانادا است که در آلبرتا واقع شده‌است. تری هیلز ۳٬۲۱۲ نفر جمعیت دارد و ۸۹۶ متر بالاتر از سطح دریا واقع شده‌است.